# NGC 579
NGC 579 je spirální galaxie v souhvězdí Trojúhelníku. Její zdánlivá jasnost je 13,3m a úhlová velikost 1,5′ × 1,3′. Je vzdálená 229 milionů světelných let, průměr má 100 000 světelných let. Galaxii objevil 22. listopadu 1827 John Herschel.